# ロジャー・ベイン
ロジャー・ベイン（Rodger Bain、1945年頃 - ）は、1970年代にブラック・サバス、バッジー、ジューダス・プリーストなどのバンドによるヘヴィメタルのアルバムを手がけたことで知られた、イギリスの音楽プロデューサー。

## 経歴
ベインは、ブラック・サバスの最初の3枚のアルバム、バッジーの最初の2枚のアルバムと、ジューダス・プリーストの最初のアルバム『ロッカ・ローラ』、ワイルド・ターキー (Wild Turkey) のデビュー・アルバム『Battle Hymn』をプロデュースした。ジューダス・プリーストの最初のアルバムの制作の際に、ベインは強権を振るい、バンドの意向に反した決定をいくつも下した。
1981年、ベインは自身のレコードレーベル「Blue Chip/Cygnet Records」を設立し、キックス（The Kicks：後の Incredible Kidda Band）などと契約し、キックスのシングル「If Looks Could Kill」をリリースした。
その後、ポリドール・レコードのために、いずれも1974年に出たバークレイ・ジェイムス・ハーヴェスト初期の2枚のアルバム『宇宙の子供 (Everyone Is Everybody Else)』と『バークレイ・ジェームス・ハーヴェスト・ライヴ』をプロデュースした。ベインは、バンドとの折り合いが悪かったとも伝えられたが、アルバムは好評を得た。
DVD『最後の晩餐 (Last Supper)』の中で、ブラック・サバスのベーシストであるギーザー・バトラーは、ベインはバンドに、ファースト・アルバム全体をライブ演奏で録音させてくれた、これは当時も今も普通のレコーディングのやり方ではなく、他のプロデューサーたちは断った、とベインを肯定的に評価している。